# Reprezentacja Chińskiego Tajpej w rugby 7 mężczyzn
Reprezentacja Chińskiego Tajpej w rugby union mężczyzn – zespół rugby 7, biorący udział w imieniu Republiki Chińskiej w meczach i sportowych imprezach międzynarodowych, powoływany przez selekcjonera, w którym mogą występować wyłącznie zawodnicy posiadający obywatelstwo tego kraju, mieszkający w nim, bądź kwalifikujący się ze względu na pochodzenie rodziców lub dziadków. Za jego funkcjonowanie odpowiedzialny jest Chinese Taipei Rugby Football Union, członek Asia Rugby oraz World Rugby.

## Turnieje

### Udział wPucharze Świata
| Rok  | Wynik                    | Źródło |
| ---- | ------------------------ | ------ |
| 1993 | 17–24 (faza grupowa)     |        |
| 1997 | –                        |        |
| 2001 | 21–24 (ćwierćfinał Bowl) |        |
| 2005 | 21–24 (ćwierćfinał Bowl) |        |
| 2009 | –                        |        |
| 2013 | –                        |        |
| 2018 | –                        |        |

### Udział wWorld Rugby Sevens Series
| Rok       | Wynik |
| --------- | ----- |
| 1999/2000 | 18.   |
| 2000/2001 | 19.   |
| 2001/2002 | 16.   |
| 2002/2003 | 20.   |
| 2003/2004 | 15.   |
| 2004/2005 | 14.   |
| 2005/2006 | 15.   |
| 2006/2007 | 18.   |
| 2007/2008 | 18.   |
| 2008/2009 | 17.   |
| 2009/2010 | 13.   |
| 2010/2011 | –     |
| 2011/2012 | –     |
| 2012/2013 | –     |
| 2013/2014 | –     |
| 2014/2015 | –     |
| 2015/2016 | –     |
| 2016/2017 | –     |
| 2017/2018 | –     |
| 2018/2019 | –     |
| 2019/2020 | –     |

### Udział wWorld Games
| Rok  | Wynik | Źródło |
| ---- | ----- | ------ |
| 2001 | –     |        |
| 2005 | –     |        |
| 2009 | 6.    |        |
| 2013 | –     |        |

### Udział wmistrzostwach Azji
| Rok  | Wynik | Źródło |
| ---- | ----- | ------ |
| 2009 | 5.    |        |
| 2010 | 12.   |        |
| 2011 | 7.    |        |
| 2012 | 3.    |        |
| 2013 | 10.   |        |
| 2014 | 11.   |        |
| 2015 | 12.   |        |
| 2016 | 7.    |        |
| 2017 | 8.    |        |
| 2018 | 7.    |        |
| 2019 | 8.    |        |
| 2021 | –     |        |

### Udział wigrzyskach azjatyckich
| Rok  | Wynik |
| ---- | ----- |
| 1998 | 4.    |
| 2002 | 2.    |
| 2006 | 4.    |
| 2010 | –     |
| 2014 | 8.    |
| 2018 | 7.    |

### Udział wigrzyskach Azji Wschodniej
| Rok  | Wynik | Źródło |
| ---- | ----- | ------ |
| 2009 | 5.    |        |